# Francisco de San Lorenzo
Francisco Euba y Gorroño (Amorebieta, 25 de julio de 1889-Alcázar de San Juan, 26 de julio de 1936), más conocido por su nombre religioso Francisco de San Lorenzo, fue un sacerdote católico español, religioso de la Orden de la Santísima Trinidad, fusilado por el Bando republicano, durante la guerra Civil de España (1934-1936). Considerado mártir por la Iglesia católica, fue beatificado por el papa Francisco el 13 de octubre de 2013.

## Biografía
Francisco Euba y Gorroño nació en Amorebieta (Vizcaya-España), el 25 de julio de 1889, en el seno de una familia de profundos valores cristianos. Sus padres fueron Santiago Euba y Petronila Gorroño. Ingresó a la Orden de la Santísima Trinidad, en el convento de Algorta, donde vistió el hábito en 1904. Profesó sus votos 1905, tomando el nombre de Francisco de San Lorenzo, en honor al mártir cristiano de los primeros siglos. El 12 de noviembre de 1908 profesó sus votos solemnes de castidad, pobreza, obediencia y humildad, en el Santuario de Nuestra Señora de la Fuensanta de Villanueva del Arzobispo (Jaén). Fue ordenado sacerdote en Jaén el 23 de diciembre de 1911. Su ministerio lo desempeñó únicamente en el convento trinitario de Alcázar de San Juan. Cuando estalló la Guerra Civil de España y, al interno de esta, la persecución contra la Iglesia católica, fue martirizado el 26 de julio de 1936, cuando milicianos del bando republicano le fusilaron junto a otros cinco compañeros trinitarios: Hermenegildo de la Asunción, Buenaventura de Santa Catalina, Antonio de Jesús y María, Plácido de Jesús y Esteban de San José.

## Culto
La causa de beatificación de los mártires de Alcázar de San Juan: Hermenegildo de la Asunción y sus compañeros, fue introducida en 1993. A este grupo pertenecía Francisco de San Lorenzo. El decreto final fue firmado por el papa Benedicto XVI el 28 de julio de 2012.
Francisco de San Lorenzo fue beatificado durante el pontificado de Francisco, el 13 de octubre de 2013, junto a los otro cinco religiosos trinitarios. La ceremonia de beatificación fue presidida por el cardenal Angelo Amato, prefecto de la Congregación para las Causas de los Santos, en la ciudad de Tarragona en la que se elevó a los altares a 522 mártires de España del siglo XX. Su fiesta celebra el 6 de noviembre y sus reliquias se veneran en la iglesia de la Santísima Trinidad, en una capilla dedicada a los mártires trinitarios de Alcázar de San Juan.